# Sviiciv, Volodîmîr-Volînskîi
Sviiciv (în ucraineană Свійчів) este un sat în comuna Halînivka din raionul Volodîmîr-Volînskîi, regiunea Volînia, Ucraina.

## Demografie
Componența lingvistică a localității Sviiciv
     Ucraineană (99,24%)
     Alte limbi (0,76%)
Conform recensământului din 2001, majoritatea populației localității Sviiciv era vorbitoare de ucraineană (99,24%), existând în minoritate și vorbitori de alte limbi.